# Cosina CX-2
Le Cosina CX-2 est un appareil photographique japonais lancé en 1981, version améliorée du Cosina CX-1. C'est un appareil photo compact utilisant une pellicule de 35 mm, muni d'une exposition automatique. 
Il a été copié sous le nom de Lomo LC-A. Les principales différences sont le retardateur et un objectif de meilleure qualité pour le CX-2. Le CX-2 comporte un système d’exposition automatique qui détermine vitesse d’ouverture/obturation. La vitesse d’obturation va de 1/500 à 30 secondes et l’ouverture de f2.8 a f16. Il est équipé d'un flash.